# Dalai lama
De dalai lama is de belangrijkste tulku, gereïncarneerde lama, van de gelug, een van de tradities binnen het Tibetaans boeddhisme.
De eerste persoon die tijdens zijn leven die benaming dalai lama kreeg was Sönam Gyatso (1543-1588). In de chronologische lijst van de successie geldt hij als de derde dalai lama. Zijn twee voorgangers als belangrijkste tulku van de gelug, Gendün Drub en Gendün Gyatso, ontvingen die benaming postuum.
Vanaf de vijfde dalai lama Ngawang Lobsang Gyatso (1617–1682) kunnen de dalai lama's beschouwd worden als de belangrijkste lama's van het Tibetaans boeddhisme. De vijfde dalai lama was samen met zijn dertiende ambtsgenoot Thubten Gyatso (1876–1933) de enige die bestuurlijke en politieke macht over Tibet heeft uitgeoefend. De zesde tot en met twaalfde dalai lama hebben niet of nauwelijks politieke of bestuurlijke invloed kunnen uitoefenen. Het grootste deel van de 18e en 19e eeuw werd het land bestuurd door Tibetaanse regenten, vanaf 1724 onder een vorm van supervisie en controle door één en later twee Chinese ambans.
De opvatting dat de dalai lama de spiritueel leider van het gehele Tibetaans boeddhisme is, dateert van de 20e eeuw en is niet onomstreden. De opvatting heeft voornamelijk in de periode van de ballingschap gestalte gekregen.

## Naamgeving

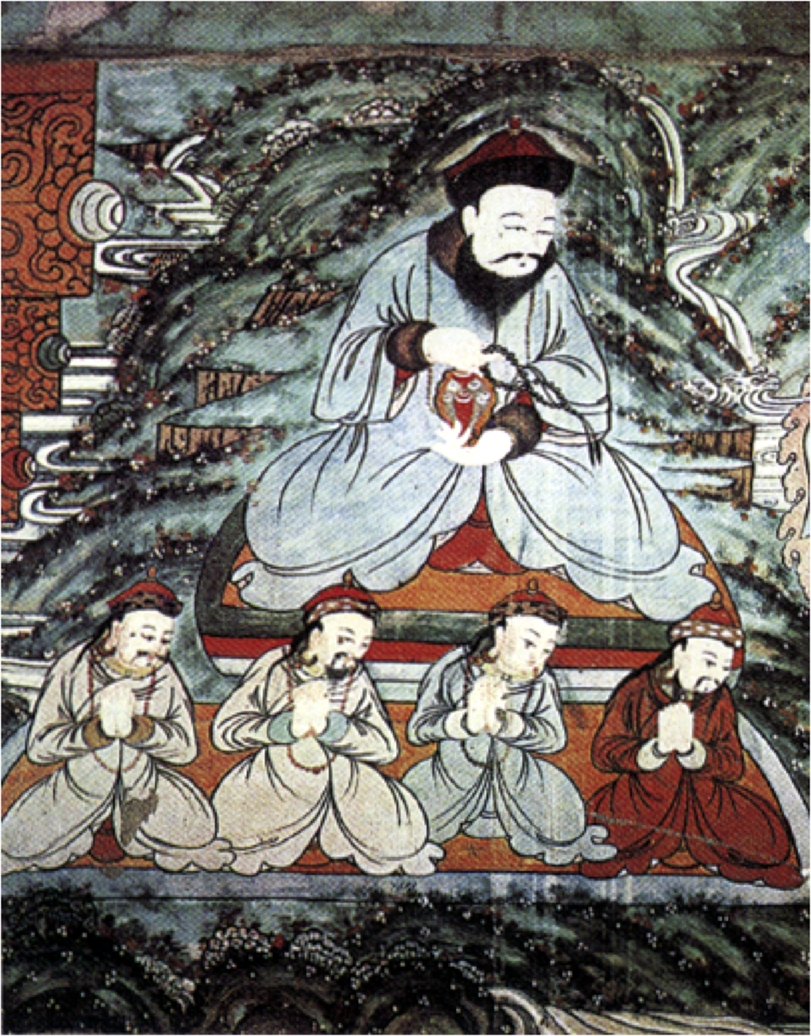
Altan Khan in een boeddhistisch icoon

Dalai lama is een samenstelling van twee woorden:
- het woord dalai, Mongools voor oceaan
- het woord lama, Tibetaans voor goeroe of leraar

Vrijwel alle Tibetaanse tradities ondernamen vanaf het midden van de zestiende eeuw missieactiviteiten onder de Mongoolse stammen. Na eerdere ontmoetingen met vertegenwoordigers van andere tradities nodigde Altan Khan (1507–1582), leider van de Tümed -Mongolen, de belangrijkste lama van de gelug Sönam Gyatso (1543–1588) uit voor een bezoek aan zijn gebied. Sönam Gyatso predikte daar in 1578 het boeddhisme en wist het hof en de elite van de stam te bekeren.
Er werden onderling titels uitgewisseld. De khan gaf Sönam Gyatso de titel prachtige Vajradhara, goede, briljante, prijzenswaardige oceaan, afgekort tot oceaan lama dan wel dalai lama. Het is een titel die in Mongoolse bronnen al in de dertiende eeuw te vinden valt als Oceaan Khan. (Dalai Khan) Het feit, dat de naam Gyatso in het Tibetaans ook Oceaan betekent, kan ook een rol hebben gespeeld.
De Tibetanen zelf gebruiken meestal de titel Gyalwa Rinpoche ("waardevolle overwinnaar", in de romanisatie van Wylie: rgyal-ba rin-po-che), De bijnaam van de veertiende dalai lama, Tenzin Gyatso, is Kundun, wat "aanwezigheid" betekent. In het Westen wordt hij gebruikelijk met de titel Uwe Heiligheid aangesproken.

## Geschiedenis

### Ontstaan van de gelug

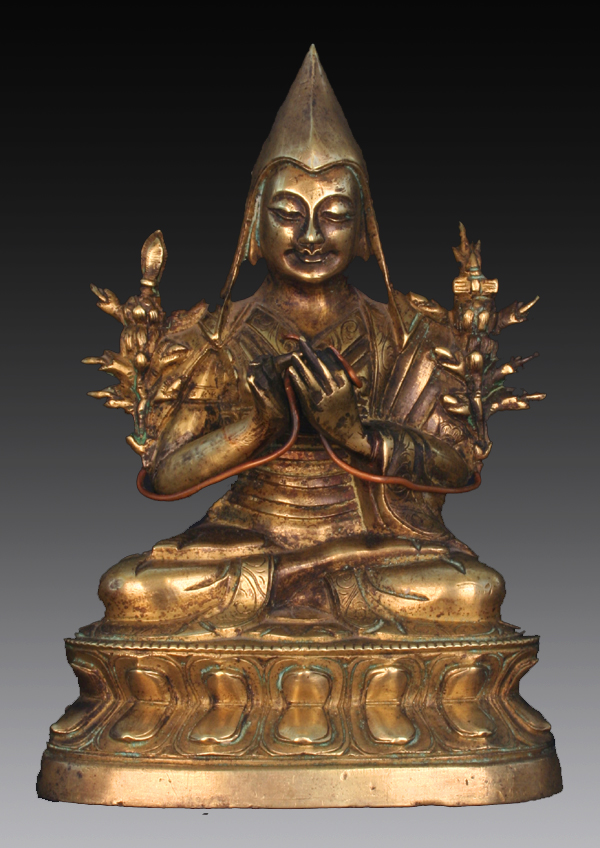
Tsongkhapa

Anders dan bij de andere grote tradities kan de gelug geen specifieke Indiase meester identificeren als de bron voor hun leerstellingen, hoewel het zich erfgenaam acht van de traditie van Atisha (982–1054). De vader van het geestelijk gedachtegoed is Tsongkhapa (1357–1419). Tsongkhapa was de eerste Tibetaanse hervormer van het Tibetaans boeddhisme. De Tibetaanse leraren in de eeuwen daarvoor hadden indrukwekkende prestaties geleverd op het gebied van vertalingen vanuit het Sanskriet en het ordenen en systematiseren van de teksten. Geen van hen had echter in theologische zin een innovatie aan de leer toegevoegd.

Tsongkhhapa formuleerde een nieuwe synthese tussen de oorspronkelijke erfenis van het boeddhisme uit India en zorgvuldige studie van teksten. In het Madhyamaka was sinds Nagarjuna (2e eeuw na Chr.) de leer van de twee waarheden aanwezig. Daarbij wordt een conventionele waarheid en een hoogste waarheid onderscheiden.In het Tibetaanse boeddhisme kon men op het niveau van de conventionele waarheid door boeddhistische logica tot de conclusie komen, dat het onmogelijk is dat dingen op zichzelf bestaan. Er zijn geen essenties, alles ontstaat door wederzijds afhankelijk ontstaan.

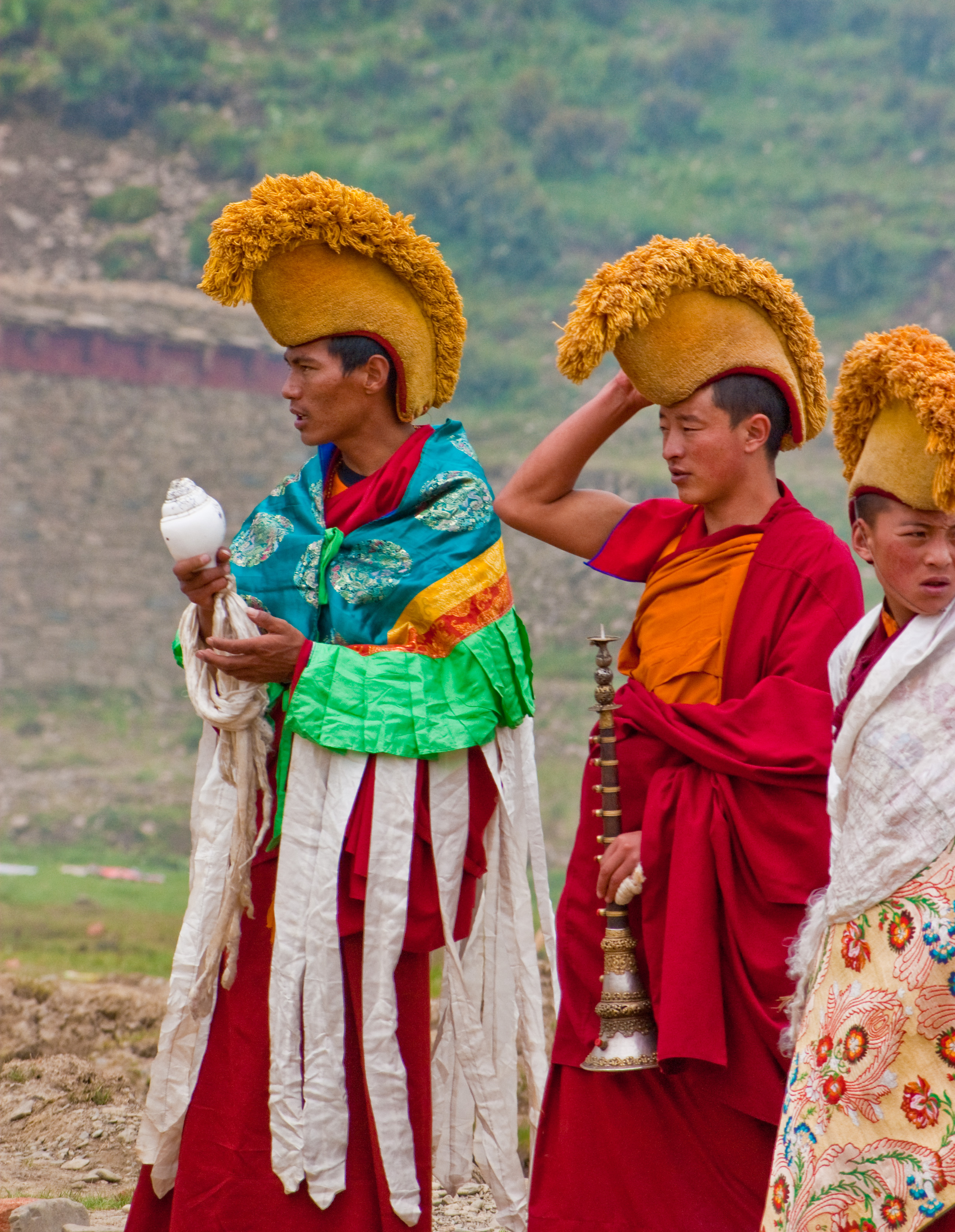
Monniken van de gelug

Kennis van de hoogste waarheid werd echter slechts bereikt door tantrische praktijk en meditatie. Tsongkhapa's belangrijkste innovatie betreft de leer dat de uitgangspunten van boeddhistische logica ook voor het niveau van de hoogste waarheid gerespecteerd dienden te worden.
In veel literatuur wordt Tsongkhapa - volstrekt onterecht - beschreven als de stichter van de gelug. Er is niets in het leven of het werk van Tsongkhapa, dat er op wijst dat hij de intentie zou hebben gehad een nieuwe religieuze traditie of school te stichten. Tsongkhapa trok een grote groep van getalenteerde volgelingen aan. In de laatste jaren van zijn leven werd door zijn volgelingen het klooster Ganden gesticht. De eerste volgelingen werden ook Gandenpa's genoemd, vanwege hun verbondenheid met het nieuwe klooster.
Khädrub Je (1385–1438) was de eerste die een herkenbare eigen identiteit van de Gandenpa's creëerde. Hij deed dat op een zichtbare manier door de leidinggevenden van het klooster Ganden een gele hoed te laten dragen. Dat idee had Khädrub overgenomen van de Bulug een stroming die met de Sakyatraditie had gebroken, maar inmiddels niet meer bestond. De Gandenpa's werden dus op die wijze de enige Geelkappen in Tibet. De term Gandenpa werd in de loop van dit proces vervangen door Gendenpa's (Genden betekent deugdzaam). Dit werd kort daarna vervangen door het synoniem Gelugpa's.

### Ontwikkeling naar de hegemonie van de gelug en de vijfde dalai lama

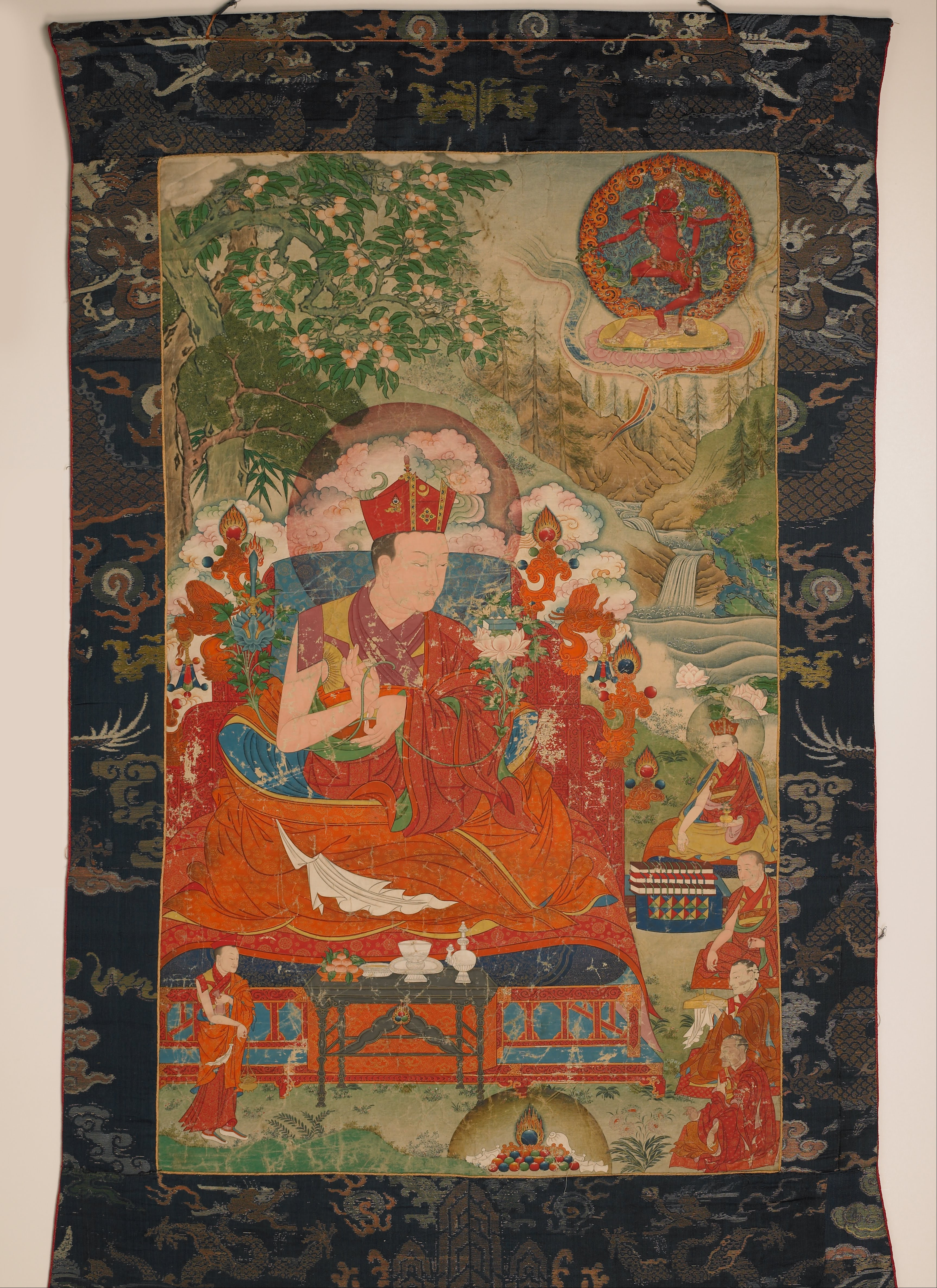
Mipam Chokyi Wangchug, de zesde shamarpa, was tot ongeveer 1620 de belangrijkste lama in Tibet.

Vanaf eind vijftiende eeuw zijn de eerste verschijnselen waarneembaar van sektarische strijd tussen verschillende tradities van het Tibetaans boeddhisme, die vanaf de zeventiende eeuw grote invloed in Tibet zullen hebben. De heersende dynastie in die periode, de Rinpung, waren de patroons van de karma kagyü-traditie. Tussen de karma kagyü en de gelug waren grote doctrinaire en filosofische verschillen van inzicht. In deze periode werden de geschillen tussen de beide tradities echter vooral bepaald door de politieke strijd tussen hun beide patroons. De polarisatie tussen de geestelijke tradities was niet de oorzaak, maar veel meer de uitkomst van een in wezen politiek geschil.
Vanaf het midden van de zestiende eeuw stond het grootste deel van Centraal-Tibet onder het gezag van de Tsang-dynastie. Ook de Tsang waren overtuigde volgelingen van de karma kagyü-traditie. De Shamarpa en vooral de Karmapa waren in deze periode de belangrijkste lama's van het Tibetaans boeddhisme.

### Vierde dalai lama

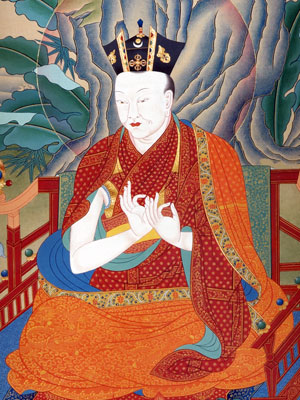
Chöying Dorje, de tiende karmapa was daarna tot 1642 de belangrijkste lama

Bij de dood van Sönam Gyatso had de gelug geen enkele Tibetaanse patroon van enige militaire betekenis. De hiërarchie van de gelug stond dan ook voor de vraag op welke wijze de Mongoolse alliantie voortgezet kon worden. Een deel van de hiërarchie was van opvatting, dat dit diende te gebeuren door de reïncarnatie van Sönam Gyatso in Yönten Gyatso, (1589–1616), een achterkleinzoon van Altan Khan, te vinden. Een andere factie was echter fel tegen een Mongoolse dalai lama gekant en schoof een andere kandidaat naar voren. De impasse duurde negen jaar. De pro-Mongoolse factie organiseerde, dat in 1600 een groep Mongoolse edelen vergezeld door een stevig militair escorte naar Lhasa kwam en dwong op deze wijze de erkenning van Yönten Gyatso af. Zijn selectie was van grote betekenis voor de verdere ontwikkeling van het boeddhisme in Mongolië, maar Yönten Gyatso zelf bleef zijn hele verdere leven een marionet in handen van de hiërarchie van de gelug.
Tijdens zijn periode namen de spanningen tussen de karma kagyü en de Tsang-dynastie enerzijds en de gelug anderzijds steeds verder toe. In 1616 organiseerde Karma Phuntsok Namgyal, de vijfde koning uit de Tsang-dynastie, een grote conferentie waarin de nieuwe jonge karmapa Chöying Dorje (1604–1674) tot de geestelijk leider van geheel Tibet werd benoemd.

### Vijfde dalai lama

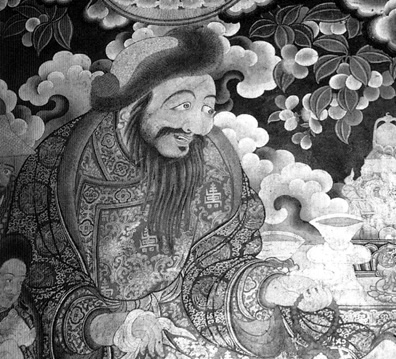
Güshri Khan

Na de dood van Yönten Gyatso was al spoedig een kind gevonden dat als zijn reïncarnatie werd beschouwd. Er waren echter meerdere tradities, zoals onder meer de jonangtraditie die het kind claimden. De koning van Tsang verhinderde aanvankelijk de gelug een nieuwe reïncarnatie te selecteren. De strijd tussen de verschillende tradities om het kind werd echter zo intens, dat de koning de oplossing van het conflict maar zocht in de opheffing van het verbod. Door deze vertraging was inmiddels een tweede kandidaat naar voren geschoven, Dragpa Gyaltsen. Uiteindelijk werd toch Ngawang Lobsang Gyatso (1617–1682) geselecteerd en werd daarmee de vijfde dalai lama.
De situatie bleef echter uiterst precair voor de gelug. Na opnieuw hoog oplopende spanningen vormde Tenkyong Wangpo (overleden 1642), de laatste koning van de Tsang-dynastie, een coalitie met onder meer Dönyö Dorje, de koning van Beri en volgeling van de bön. De gelug had het vooruitzicht vernietigd te kunnen worden. Om aan dat lot te ontsnappen werd een beroep gedaan op de historische alliantie tussen de gelug en een aantal stammen van de westelijke Mongolen, die dateerde uit de tijd van de derde dalai lama Sönam Gyatso en Altan Khan. Sönam Chöpel, de eerste van de regenten in Tibet, vroeg Güshri Khan, de heerser van de Khoshut-Mongolen om militaire hulp.
In 1638 viel Güshri Khan met zijn troepen Centraal-Tibet binnen. Er volgde een harde en lange strijd met troepen van Tenkyong Wangpo, de laatste koning van de Tsang-dynastie, die zich in Shigatse moest overgeven. Daarna werd het grootste kampement van de karmapa aangevallen en vernietigd.
In 1642 was de burgeroorlog voorbij en was de gelug de dominante macht in Tibet geworden die het globaal drie eeuwen zou blijven. Güshri Khan bood het gebied van de dertien myriarchiën die bestonden tijdens de Mongoolse periode in Tibet aan de dalai lama aan. Güshri Khan werd formeel koning van Tibet maar keerde naar Kokonor terug.
Er was een factie in de hiërarchie van de gelug, die na de overwinning in de burgeroorlog verder wenste af te rekenen met de voormalige tegenstanders. Deze factie was voorstander van een staat die feitelijk alleen ruimte zou bieden aan de opvattingen en richtlijnen van Tsongkhapa, zoals zij die interpreteerden. Zij streefden naar de vestiging van een gelug-staat. Vanaf circa 1655 heeft de dalai lama op dit streven een sterk matigende invloed uitgeoefend. De voorstanders van de absolute suprematie van de gelug zagen ook met afkeuring toe, dat in met name de laatste vijftien jaar van zijn leven deze dalai lama in toenemende ook rituelen uit de nyingmatraditie ging uitvoeren. Deze tegenstelling binnen de gelug is de historische kern van het conflict, dat in de twintigste eeuw, tijdens het leiderschap van de dertiende en veertiende dalai lama, bekend is geworden als de Dorje Shugden-controverse.

#### Invloed op cultuurhistorische ontwikkeling van Tibetaans boeddhisme
De vijfde dalai lama heeft een enorme invloed gehad op de cultuurhistorische ontwikkeling van het Tibetaans boeddhisme alsmede op de bestuurlijke organisatie van Tibet.

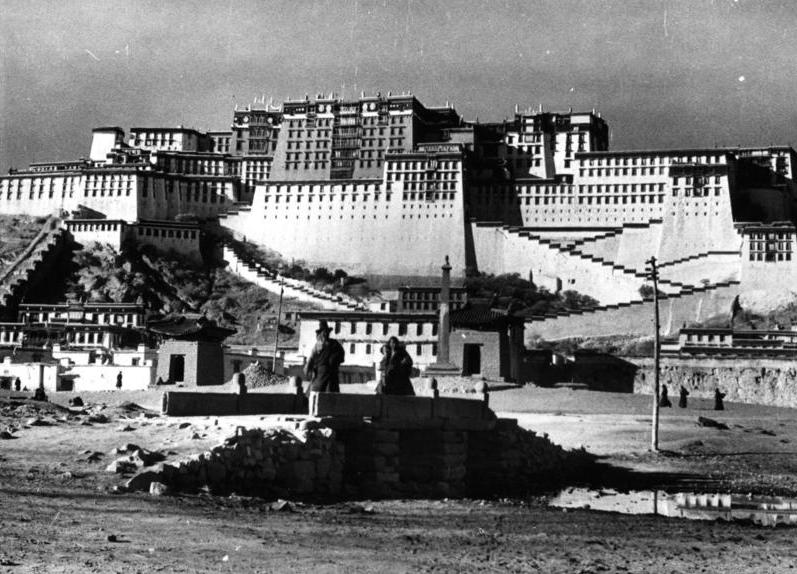
Foto van het Potala uit 1938

De reïncarnatielijnen van met name de hoogste tulku's waren een afspiegeling van hun maatschappelijke, religieuze en politieke machtspositie. Voor veel gelovige Tibetanen is de overtuiging dat de dalai lama de emanatie is van Avalokitesvara (Tib.Chenrezig) even fundamenteel als voor een orthodox christen de opvatting dat Jezus de zoon van God is. Toch is deze emanatie-opvatting pas door deze vijfde dalai lama geformuleerd.
De vijfde dalai lama positioneerde Avalokitesvara niet alleen als de bodhisattva van het mededogen, maar vooral en met terugwerkende kracht ook als de beschermer van Tibet en de centrale figuur in de geschiedenis van Tibet. Deze notie verbond hij met een lijn waarin de drie grote Dharma-koningen van Tibet (Tri Songtsen Gampo, Tri Songdetsen en Tri Ralpachen), die verantwoordelijk worden gehouden voor de introductie van het boeddhisme in Tibet, eveneens incarnaties werden van Avalokitesvara, evenals de epische held Gesar uit het Epos van koning Gesar.
Op de plaats van een burcht uit de zevende eeuw liet de vijfde dalai lama een nieuw paleis bouwen dat hij het Potala noemde, naar het Potolaka, de naam voor het mythische paleis van Avalokitesvara. Op die manier werd het instituut dalai lama de menselijke vorm van de bodhisattva/beschermer van Tibet en werd een verbinding gemaakt tussen de dalai lama's en het vroegste verleden van Tibet.

#### Creëren van een nieuw staatsbestel

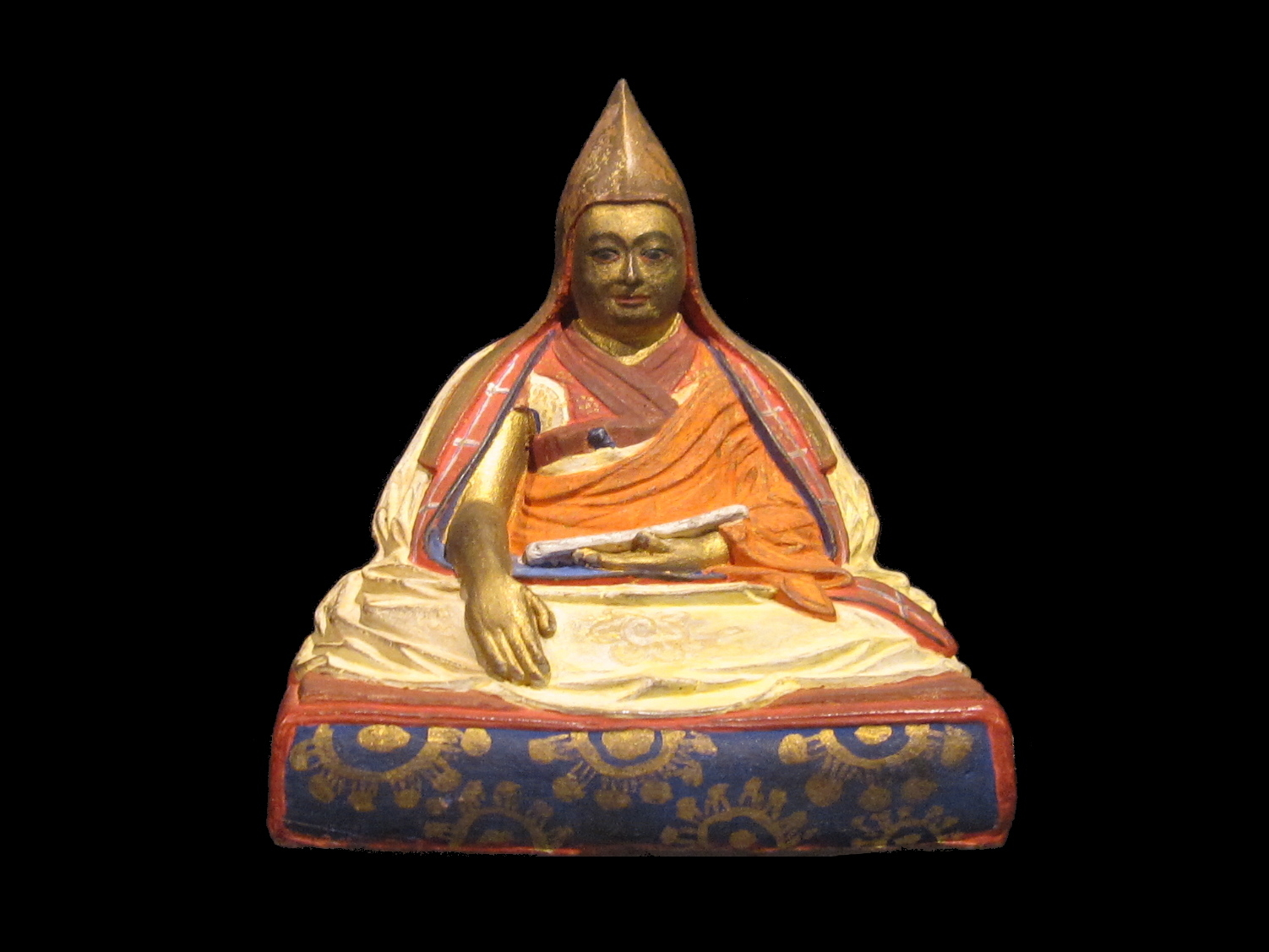
De vijfde dalai lama

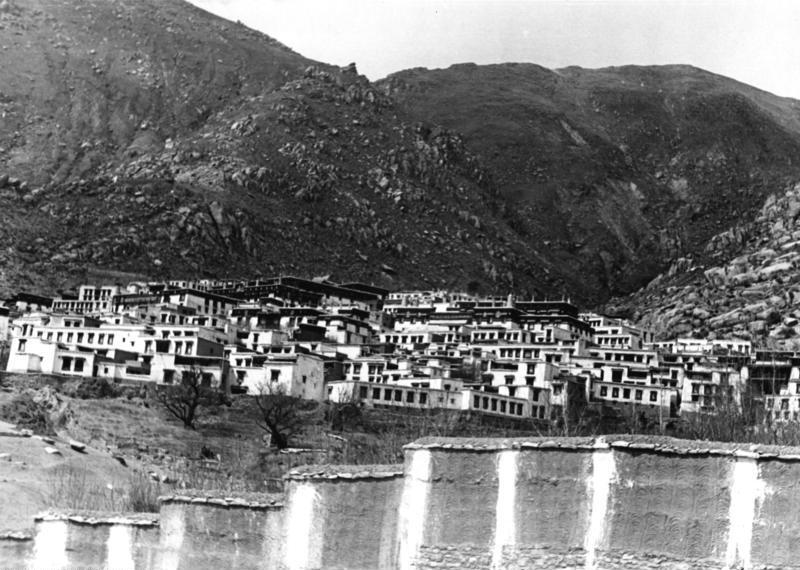
Het klooster Drepung was vanaf eind 17e eeuw het grootste klooster in Tibet. Tot aan 1959 waren er ongeveer 10.000 monniken. Foto 1938

De vijfde dalai lama en zijn staf creëerden een staat die vooral gericht was op de uitoefening van het Tibetaans boeddhisme en dat van de gelug-traditie in het bijzonder. Vanaf deze periode neemt het aantal kloosters en monniken van de gelug explosief toe. Hij verbreedde de economische basis van met name de grotere Tibetaanse kloosters door hen uitgebreide landgoederen te geven.
Er had zeker vanaf de achtste eeuw al een vorm van horigheid in Tibet bestaan. Om de vaak zeer uitgestrekte landgoederen van de grote kloosters en de aristocratie te kunnen bewerken werd het systeem van horigheid vanaf deze periode in toenemende mate ingevoerd ten koste van vrije boeren die het land in eigendom bezaten. In de achttiende eeuw was horigheid al de basis van het economisch systeem geworden. In die opvatting dienden de kloosters de economische opbrengst van het systeem aan te wenden voor het organiseren van de cycli van gebedsdiensten, gericht op het verder bevorderen van het boeddhisme.
Van de belangrijkste aristocratische families werd verwacht, dat zij minimaal één zoon leverden aan de overheidsdienst. Deze families werden op hun beurt daarvoor beloond met een landgoed, dat ze, zolang aan de verplichting van overheidsdienst werd voldaan, konden behouden. Ook deze landgoederen werden bewerkt door horigen.
Er werd zo een uniek politiek systeem gecreëerd, gebaseerd op een wederzijdse relatie tussen seculiere en religieuze sectoren. De Tibetaanse naam voor dat systeem is chösi nyiden, dat vertaald kan worden met "religie en politieke zaken samengevoegd". Voor de overheid betekende het systeem dat er aanzienlijke overheidsverantwoordelijkheden naar de grondeigenaren werden gedelegeerd, waardoor het vrijwel geen politiemacht of justitiesysteem buiten de steden hoefde te onderhouden. Het systeem verminderde in zeer aanzienlijke mate de noodzaak voor een gelaagde overheidsstructuur, waardoor er geen kosten gemoeid waren met de salariëring van overheidsfunctionarissen en het onderhoud van zeer omvangrijke kloostercomplexen. Deze sociale en politieke ordening van de vijfde dalai lama is grotendeels tot 1959 in stand gebleven.

### Zesde dalai lama

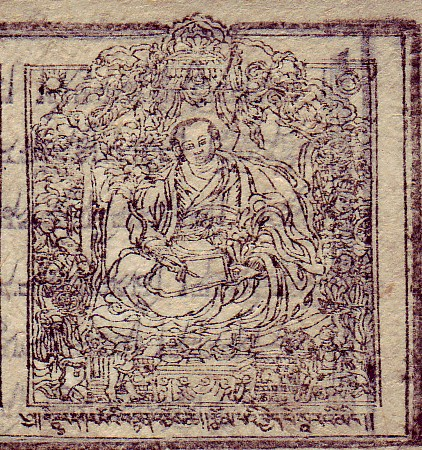
Sanggye Gyatso

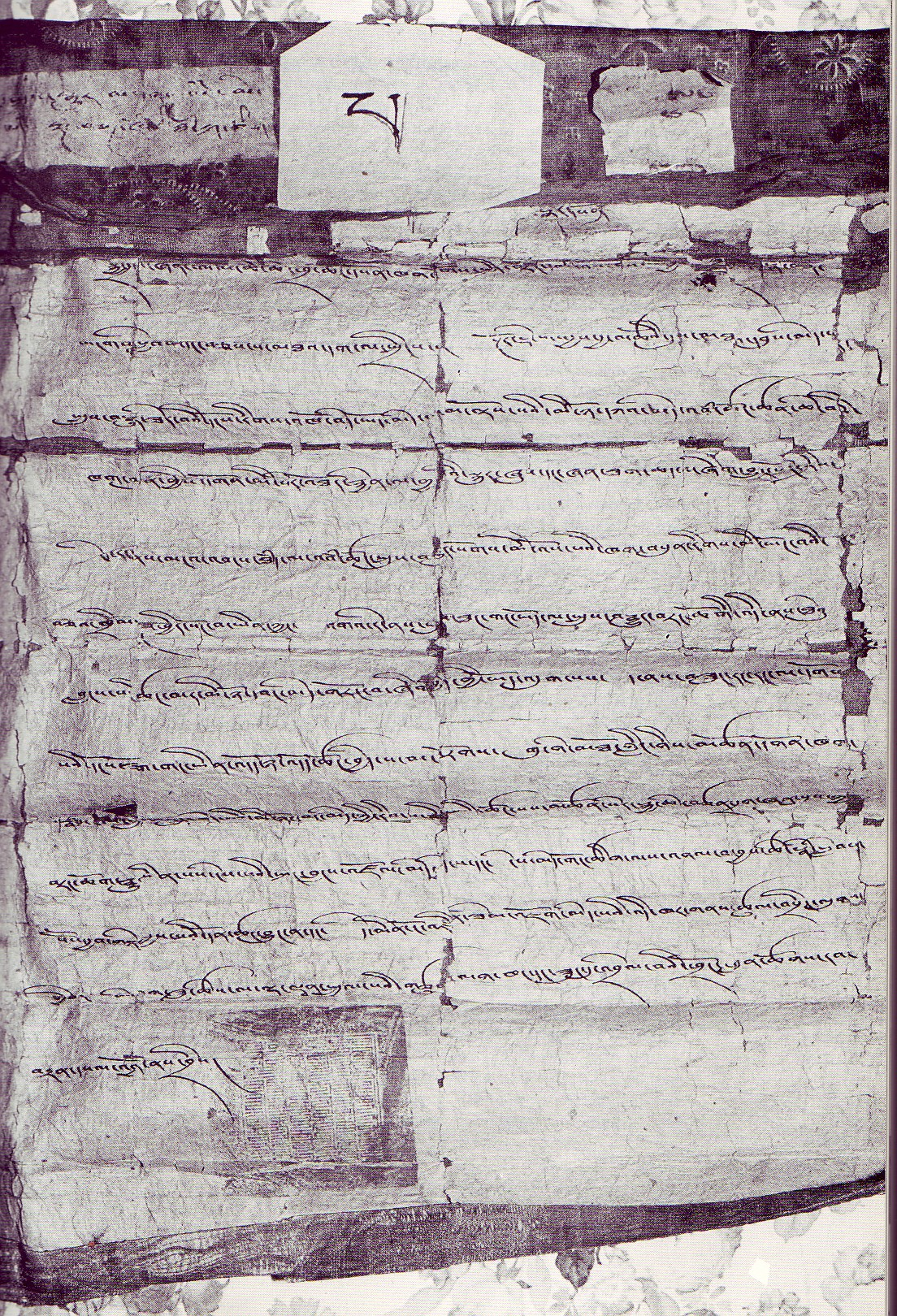
Heerseroorkonde van Lhabzang Khan uit 1707

In de praktijk liet de dalai lama het dagelijks bestuur van het land over aan een staf van ministers en met name aan de regent. Vanaf 1678 was Sanggye Gyatso de regent. Het hanteren van reïncarnatie als instrument voor opvolging heeft met name voor de hoogste politieke functies het risico dat in het interregnum van minimaal achttien jaar een grote mate van instabiliteit kan ontstaan. Na het overlijden van de vijfde dalai lama in 1682 was dit voor Sanggye Gyatso waarschijnlijk een van de redenen om dat overlijden voor een periode van vijftien jaar geheim te houden. Sanggye Gyatso selecteerde in het geheim wel een nieuwe dalai lama. Dat was Tsangyang Gyatso (1683–1706) die eveneens in het geheim werd opgevoed.
Sanggye Gyatso verbond zich met name na 1682 in toenemende mate met de belangen van Galdan, de heerser van de Mongoolse stam van de Dzjoengaren. De Chinese keizer Kangxi (1654–1722) beschouwde de Dzjoengaren als de grootste bedreiging voor de veiligheid van het rijk. Tussen 1690 en 1697 voerde de keizer een aantal militaire campagnes tegen Galdan uit. Aan het eind van de laatste campagne overleed Galdan. Pas daarna maakte Sanggye Gyatso het feit bekend, dat de vijfde dalai lama al vijftien jaar overleden was. Kangxi voelde zich bedrogen en vanaf dat moment had Sanggye Gyatso geen enkele politiek krediet meer bij hem.
Güshri Khan en zijn directe opvolgers als stamhoofden van de Khoshut-Mongolen hadden zich nauwelijks meer met het bestuur in Tibet bemoeid, hoewel zij nooit formeel afstand deden van hun rechten als heerser van het gebied. Die situatie veranderde met de leider van de Koshut aan het begin van de achttiende eeuw, Lhabzang Khan, die de ambitie had weer actief een heersende rol in Tibet te spelen. Hij eiste even na 1702 zijn formele rechten op. In 1705 bezette hij met grote instemming van Kangxi het land. Güshri Khan had een oprechte verering voor de vijfde dalai lama gevoeld. Lhabzang Khan verachtte Tsangyang Gyatso. Deze dalai lama werd vaak in bars gesignaleerd, dronken op straat en in gezelschap van vrienden. Hij had een grote tent aan de voet van de Potala, waar hij en zijn gezelschap ook de vrouwen ontvingen die bij die gelegenheden opgepikt werden. Lhabzang Khan zond een brief naar Kangxi met de vraag of hij op diens steun kon rekenen, indien hij de dalai lama zou afzetten. De keizer antwoordde in positieve zin en voegde er het voorstel aan toe, dat Tsangyang Gyatso dan ook maar naar Peking gebracht moest worden.
De volgende stap voor het afzetten van de dalai lama was iets van enige steun te verkrijgen van de hiërarchie van de gelug. De abten van de grote gelugkloosters rondom Lhasa weigerden zich uit te spreken over de afzetting van de dalai lama. Ze ondertekenden echter wel een verklaring dat de bodhi, de geest van de boeddhistische Verlichting, niet langer in Tsangyang Gyatso aanwezig was. Deze verklaring achtte Lhabzang Khan voldoende om Tsangyang Gyatso op te pakken en met een escorte naar Peking te brengen. Tijdens de reis overleed Tsangyang Gyatso, vermoedelijk als gevolg van het moordende tempo van de reis waarvan hij de ontberingen niet meer aankon.

### Zevende dalai lama

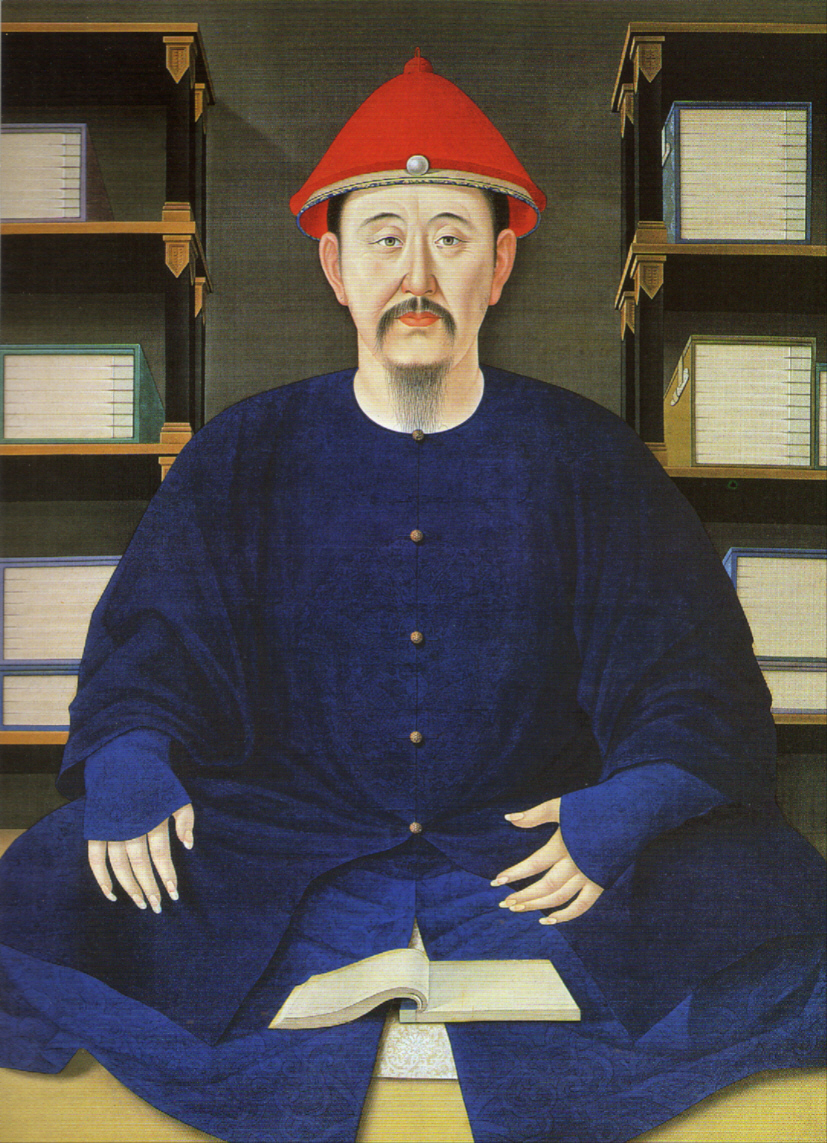
Kangxi

Al spoedig waren er geruchten in Kham, dat in de omgeving van Lithang een nieuwe dalai lama zou zijn gereïncarneerd, de latere Kälsang Gyatso (1708–1757).
Kangxi zette voorlopig nog de steun aan Lhabzang Khan voort, maar achtte het wijs beleid om een alternatief achter de hand te hebben in de vorm van een relatie met Kälsang Gyatso en de facties die hem als de rechtmatige dalai lama erkenden.
In 1716 werd Kälsang Gyatso door een gemengd Chinees-Mongools-Tibetaans militair escorte naar het klooster Kumbum gebracht.
Een groot deel van de adel in Tibet werkte samen met Lhabzang Khan. De hiërarchie van de gelug en met name de abten van de grote kloosters rondom Lhasa begonnen zich echter van hem af te keren. Zij zochten toenadering tot Tsewang Rabtan (r. 1697–1727), de leider van de Dzjoengaren. In 1717 viel zijn broer Tsering Dondup met een strijdmacht Tibet binnen. Door handlangers binnen de stad wisten zij Lhasa relatief gemakkelijk in te nemen. Lhabzang Khan vluchtte met een lijfwacht naar het Potalapaleis maar werd daar omgebracht.
Kangxi zag de mogelijkheid om Chinese troepen als bevrijders Lhasa te laten binnenrukken en de alliantie van de Dzjoengaren met de hiërarchie van de gelug ongedaan te maken. Een Chinese legermacht verdreef in 1720 de Dzjoengaren uit Tibet en Lhasa en bracht de nieuwe en door iedereen gewenste dalai lama Kälsang Gyatso mee. Dit was de aanvang van de periode van het Chinese protectoraat over Tibet.
Kälsang Gyatso had de ambitie, maar kreeg geen gelegenheid enige politieke of bestuurlijke macht uit te oefenen. In de praktijk werd Centraal-Tibet in deze periode geregeerd door een raad van vier Tibetaanse ministers met een toezichthoudende rol door één en later twee Chinese ambans. In 1727 werd Khangchenne, de belangrijkste minister, vermoord. Het gevolg was een nieuwe burgeroorlog van een jaar. Pholhanas (1689–1747), de belangrijkste bondgenoot van de vermoorde Khangchenne wist echter al voor de aankomst van een nieuw omvangrijk Chinees leger zijn tegenstanders te verslaan en werd daarna de dominante machtsfactor.

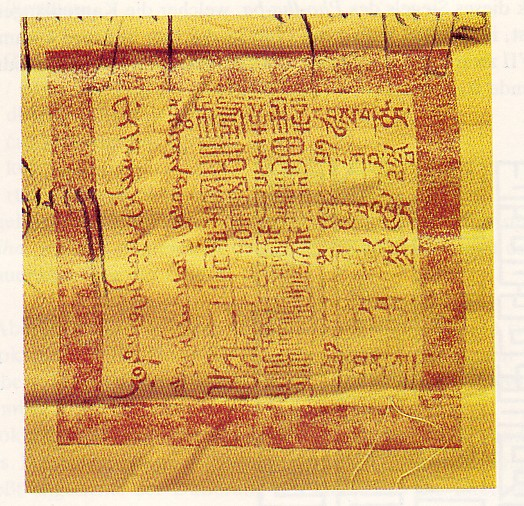
Ambtszegel Pholhanas van de Chinese keizer Yongzheng

Pholhanas kwam tot de conclusie dat het hof van de jonge dalai lama het centrum was van alle intriges en dat zijn vader de belangrijkste oorzaak was van een groot deel van de gebeurtenissen. Bestraffing van hen beiden was om politiek-strategische redenen onmogelijk, maar ze konden wel in een situatie geplaatst worden waar ze geen enkele invloed meer uit kunnen oefenen. De dalai lama werd gedwongen tot een ballingschap van acht jaar in Gartar nabij zijn geboorteplaats Litang. In 1735 achtte Pholhanas zijn positie zo sterk en verankerd dat hij akkoord ging met een terugkeer van de dalai lama naar Lhasa.
Pholhanas overleed in 1747 en zijn zoon Gyurme Namgyal volgde hem op. De ambans verdachten hem –terecht– van pogingen een eind te willen maken aan het Chinese gezag in Centraal-Tibet en daarvoor een nieuwe alliantie met de Dzjoengaren te ambiëren.
De keizer van dat moment, Qianlong (1711–1799) had het Chinese garnizoen in Lhasa tot slechts vijftig man gereduceerd. De keizer nam ook de dringende berichten van de beide ambans over de houding van Gyurme Namgyal niet serieus genoeg en liet weten dat de ambans maar naar eigen bewind van zaken moeten handelen. De ambans zagen in die situatie geen andere oplossing dan Gyurme Namgyal in 1750 te vermoorden. In de volkswoede die hierop volgde werden de beide ambans en een deel van de Chinese gemeenschap in Lhasa gelyncht.
Het gevolg was, dat opnieuw een Chinees leger in Lhasa arriveerde. De regeringsstructuur van Tibet veranderde opnieuw. Het ambt van desi, ofwel regent in Tibet (in de betekenis van minister-president) werd afgeschaft. Hierna werd de term regent alleen gebruikt voor de functionaris die de regeringszaken waarnam tijdens een minderjarigheid of afwezigheid van een dalai lama. De dalai lama werd formeel het hoofd van de regering, met een raad van ministers voor de dagelijkse politieke en bestuurlijke leiding van het Centraal-Tibet. Deze raad werd vanaf dat moment de kashag genoemd en de toezichthoudende rol van de Chinese ambans werd versterkt. Deze politieke constellatie bleef gehandhaafd tot 1911.

### Achtste dalai lama

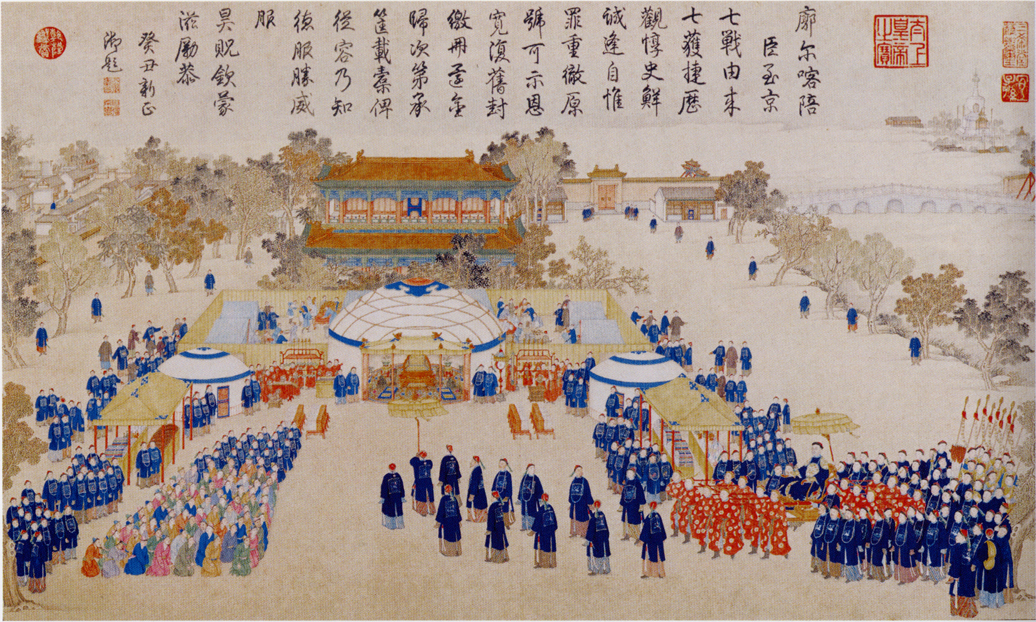
Banket aan het hof van Qianlong bij de viering van de overwinning op het Nepalese leger in 1793

De achtste dalai lama was Jampäl Gyatso (1758–1804). Het was de laatste dalai lama die binnen de aristocratie van Centraal-Tibet geboren werd. Binnen de beperkingen van de nieuwe regeringsstructuur had een dalai lama met bestuurlijke en politieke ambities toch een aanzienlijke speelruimte kunnen creëren. Jampäl Gyatso had echter geen enkele ambitie op dit terrein.
Bij het bereiken van zijn meerderjarigheid werd door de Kashag, de abten van de grote kloosters nabij Lhasa en anderen een beroep gedaan op hem gedaan zijn verantwoordelijkheid als hoofd van de regering te nemen. Jampäl Gyatso weigerde dat echter met als motief dat hij eerst zijn studies wil voltooien. Hij trok zich terug voor een eerste langdurige retraite van vier jaar. In die periode begon de bouw van het Norbulingka, het zomerpaleis van de dalai lama's.
In 1781 werd opnieuw een beroep op de dalai lama gedaan om nu toch de verantwoordelijkheid als hoofd van de regering uit te gaan oefenen. Jampäl Gyatso weigerde echter opnieuw. Pas in 1783 willigde hij het verzoek in met als voorwaarde dat ook de regent zijn taak bleef uitoefenen. In dat jaar reisde hij voor het eerst naar Tashilhunpo, de traditionele plaats van vestiging van de panchen lama. Daar benoemde hij zijn eigen driejarige neef tot de zevende panchen lama en gaf die de naam Pälden Tenpey Nyima. Dit zou de laatste keer in de geschiedenis van Tibet zijn dat een dalai lama een doorslaggevende stem had in de selectie van een panchen lama.
In 1787 trad de regent Ngawang Tsültrim wegens zijn ouderdom af. In de periode tot en met 1791 trachtte de dalai lama dan zijn feitelijke verantwoordelijkheden alleen uit te oefenen. Het werd een van de moeilijkste perioden uit de geschiedenis van Tibet. In 1788 en 1791 vonden twee invasies in Tibet door de gurkha's uit Nepal in Tibet plaats. De nog zeer jonge zevende pänchen lama vluchtte en de Tibetanen waren niet in staat tot een georganiseerd en efficiënt antwoord. De komst van een omvangrijk Chinees leger was noodzakelijk om de Gurkha's weer het land uit te zetten.
Qianlong was van opvatting dat het ontstaan van dit conflict en het onvermogen van de Tibetaanse autoriteiten weerstand te bieden in belangrijke mate aan het ontstane nepotisme in de selectie van de hoge lama's te wijten was. Op basis van die opvatting vaardigde hij de Proclamatie van 29 maatregelen voor een Beter en meer Efficiënt Bestuur van Tibet uit. Onderdeel van die maatregelen was de introductie van de Gouden urn, een loterijprocedure waarmee voortaan hoge reïncarnaties van de gelug, zoals de dalai lama en de panchen lama zouden worden geselecteerd. Met deze maatregel trachtte de keizer het ontstane nepotisme in het selectiebeleid te doorbreken. Er werd vanaf dat moment ook een register aangelegd van selecties van tulkus.
Een andere maatregel was het ontzeggen van de bevoegdheid aan dalai lama en panchen lama direct contact met het hof van de keizer op te nemen. Vanaf dat moment kon dat alleen via de beide ambans. De ambans kregen de directe zeggenschap op de terreinen staatsfinanciën, belastingen, internationale handel, grensverdediging en buitenlandse betrekkingen.(in de praktijk was dit op dat moment met Bhutan, Nepal en Sikkim). Het Chinese garnizoen in Tibet werd tot 3000 soldaten uitgebreid.
Het nog resterende gezag van de dalai lama als hoofd van de regering werd tot aan zijn dood op de leeftijd van 47 jaar in 1804 feitelijk uitgevoerd door Yeshe Gyaltsen die tijdens de jeugd van Jampäl Gyatso zijn belangrijkste leraar was geweest. In deze periode werd het Norbulingka, het zomerpaleis van de dalai lama's gebouwd.

### Negende tot twaalfde dalai lama's

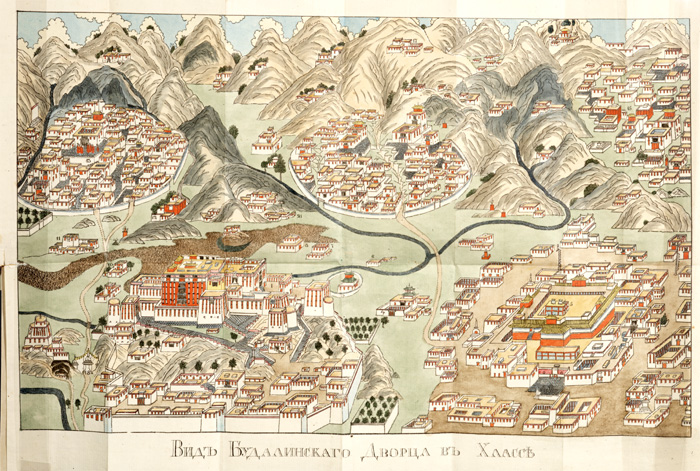
Kaart van Lhasa omstreeks 1812 van Nikita Yakovlevich Bichurin, hoofd van de Russisch-orthodoxe missie in China

De negende tot en met twaalfde dalai lama overleden allen op jeugdige leeftijd onder mysterieuze omstandigheden. In de officiële biografieën van deze dalai lama's wordt steeds vermeld dat hun natuurlijke dood het gevolg is van een ziekte. Er zijn nogal wat historici en tibetologen, die uitgaan van de veronderstelling dat meerdere van deze vier dalai lama's vermoord zijn. Dat geldt dan met name voor Tsültrim Gyatso (1816–1837) en Khädrub Gyatso, (1838–1856), de tiende en elfde dalai lama.
Alle vier deze dalai lama's waren ook afkomstig van buiten Centraal-Tibet, het gebied dat bestuurd werd door een Tibetaanse regering. De positie van een dalai lama bracht met zich mee dat zijn familie na zijn erkenning meteen in de hoogste adelstand van Tibet werd verheven en landerijen, veestapels en horigen kreeg toegewezen. Het onder de familie te verdelen land moest afkomstig zijn van de overheid of van bestaande adellijke families die het land in de vorm van een leen hadden ontvangen. In de praktijk had dat meestal plaatsgevonden door vererving.
De herverdeling daarvan werd vanaf het begin van de negentiende eeuw steeds moeilijker. Om al te grote spanningen tussen de bestaande adel uit Centraal-Tibet enerzijds en weliswaar niet-aristocratische, maar vrijwel altijd toch welvarende families anderzijds te voorkomen,ging men op zoek naar kandidaten buiten dit gebied. Families van buiten Centraal-Tibet konden ook gemakkelijker worden gelieerd aan bestaande grootgrondbezitters die zelf geen nakomelingen hadden. Ten tijde van de selectie van Trinley Gyatso (1857–1875) was de situatie ten aanzien van herverdeling van land zo nijpend geworden, dat de Tibetaanse regering de familie van Trinley Gyatso dwong zich te liëren aan die van de familie van de achtste dalai lama. Ook de naam, Lhalu, van de laatste familie werd overgenomen. De familie speelde in de 20e eeuw een zeer belangrijke rol in de Tibetaanse politiek. Lungshar en Lhalu Tsewang Dorje waren enkelen van hen.

### Dertiende dalai lama

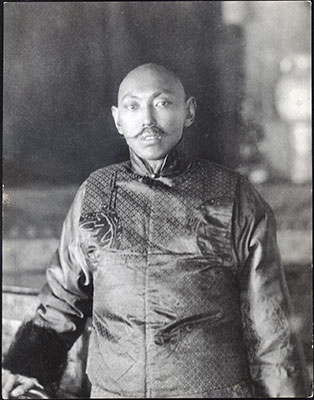
De dertiende dalai lama

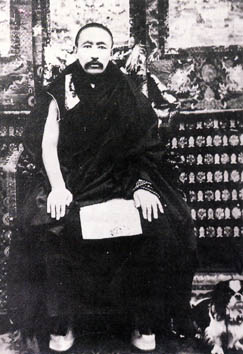
De negende pänchen lama Thubten Chokyi Nyima

Thubten Gyatso (1876–1933) werd in 1895 formeel bekleed met de verantwoordelijkheden van het ambt. Ruim tweehonderd jaar na de dood van de Ngawang Lobsang Gyatso was er weer een dalai lama, die reële politieke en bestuurlijke bevoegdheden zelf zou uitoefenen. De internationale situatie in Azië was in die periode volstrekt gewijzigd. De macht van de Qing-dynastie was in de tweede helft van de negentiende eeuw sterk geërodeerd. Er was een machtig Brits-Indisch rijk ontstaan aan de grenzen van Tibet. Er was sprake van spanningen in het gebied rondom het afbakenen van invloedssferen tussen Rusland en Groot-Brittannië.
Ook in cultureel opzicht was Tibet zelf veranderd. Tot aan het eind van de achttiende eeuw was Tibet - ondanks de moeilijk bereikbare geografische ligging - een cultureel open land, waar buitenlanders welkom waren en buitenlandse invloeden konden doordringen. Hierna nam de macht van de adel in historisch Tibet als stand af, nam het theocratisch element in de samenleving toe, werden er steeds meer monniken als functionaris in Tibet benoemd, ontstonden er xenofobe neigingen en begon het - ook door de Mantsjoes van harte ondersteunde - isolement van Tibet. Er ontwikkelde zich een invloedrijke buitengewoon conservatieve en sektarische factie binnen de gelug. In de negentiende eeuw hadden de panchen lama's ook aanzienlijk belangrijkere posities ingenomen dan de vier zeer jeugdig overleden dalai lama's. Die positie wensten de facties die zich met de panchen lama verbonden hadden ook niet op te geven.
Thubten Gyatso stond voor de ingewikkelde opgaaf om tussen al deze belangen te balanceren.
De Britten probeerden handelsovereenkomsten te sluiten met Tibet en China en zo hun invloed ten noorden van Brits-Indië te vergroten. De Tibetanen weigerden echter hier op te reageren en de Chinese regering had niet meer de invloed dit standpunt te wijzigen. Al in 1893 had Hamilton Bower van de Britse Militaire Inlichtingendienst in een rapport een militaire actie voorgesteld om de markt in Tibet voor meer producten uit Brits-Indië te openen. Die militaire actie kwam in de vorm van de Britse Veldtocht in Tibet in 1903 en 1904 waarbij Lhasa enkele maanden werd bezet. De dalai lama was voor de intocht van de Britse troepen in Lhasa gevlucht. Hij verbleef ongeveer twee jaar in Mongolië aan het hof van de achtste jebtsundamba. In 1906 vertrok hij naar het klooster Kumbum in Amdo. In 1908 was hij in Peking en had daar een ontmoeting met de keizerin-regentes Cixi en de formele keizer Guangxu. Hij werd daar vernederd en kreeg te horen dat een dalai lama een ondergeschikte positie zou blijven houden. Hij keerde daarna naar Lhasa terug.
Inmiddels was de Chinese regering ervan overtuigd, dat de Britten ieder moment Tibet tot een Brits protectoraat zouden kunnen maken, zoals bijvoorbeeld met Bhutan en Sikkim was gebeurd of zelfs een volgende invasie zouden kunnen ondernemen die rechtstreeks China zou kunnen treffen. Een Chinese troepenmacht probeerde dan ook het gezag te herstellen en trok via Kham in 1910 Lhasa binnen. De dalai lama vluchtte opnieuw, nu naar Darjeeling in Brits-Indië. De Xinhai-revolutie maakte in 1911 een eind aan de Qing-dynastie. De dalai lama riep de onafhankelijkheid van Tibet uit en keerde voor de tweede keer terug naar Lhasa.
Na zijn terugkeer uit India was de dalai lama overtuigd van de noodzaak van een zekere modernisering van Tibet en met name van een groter en meer modern uitgerust leger. Voor de financiering daarvan werd een speciale belasting opgelegd aan zowel seculiere als monastieke grootgrondbezitters. Dit was niet de enige oorzaak, maar wel de feitelijke aanleiding in 1923 tot een vlucht van de pänchen lama Thubten Chökyi Nyima naar China. Hij zou tot zijn overlijden in 1937 nooit meer in Tibet terugkeren. Door een aanzienlijk deel van de hiërarchie van de gelug werd de vlucht gezien als een gevolg van door hen als zeer ongewenst beschouwde seculiere veranderingen en de op dat moment prominente rol van een Brits gezinde militaire factie in Tibet.
De dalai lama zag voor zich zelf als missie om zoveel mogelijk etnische Tibetanen onder gezag van de regering in Lhasa te krijgen. Het nieuwe leger werd dan ook daartoe vooral ingezet in Kham, waarvan het oostelijk deel (ongeveer 2/3 deel) sinds 1724 administratief was ondergebracht bij de Chinese provincie Sichuan. Die provincie werd in deze periode beheerst door de krijgsheer Liu Wenhui. Het Tibetaanse leger behaalde enige successen en de grens tussen Sichuan en Centraal-Tibet werd herhaaldelijk verschoven. In 1932 was de grens tussen het oostelijk en westelijk deel van Kham echter dezelfde als in 1724 en was dit onderdeel van het beleid van de dalai lama geheel mislukt. Die grens is ook de huidige tussen Sichuan en de Tibetaanse Autonome Regio.
De dalai lama trachtte in de periode tot aan 1927 enkele hervormingen in Tibet door te voeren. Het betrof onder meer hervorming van het onderwijssysteem, strafrecht en introductie van enige moderne technologie. Die pogingen ontmoetten steeds grotere weerstand bij de hiërarchie van de gelug. Na 1927 was de dalai lama dan ook gedwongen de meeste van die pogingen te staken.

### Veertiende dalai lama
Ook de veertiende dalai lama werd buiten Centraal-Tibet geboren. De veel grotere etnische diversiteit in Amdo dan in Kham en Centraal-Tibet alsmede het veel grotere aantal migratiebewegingen dat daar had plaatsgevonden, had ertoe geleid dat de scheidslijnen tussen de vele talen in het gebied lang niet altijd etnisch bepaald waren. Bij zijn herkenning als reïncarnatie van de overleden dertiende dalai lama in 1937 sprak de latere Tenzin Gyatso (geb. 1935) alleen het lokale dialect van Amdo Chinees, omdat dit in zijn dorp en gezin waar hij opgroeide de enige voertaal was. Een oudere broer van hem, Thubten Jigme Norbu, was al eerder tot tulku geselecteerd. Het duurde tot eind 1939 voordat hij in Lhasa arriveerde. Zijn bevestiging tot dalai lama vond plaats in februari 1940.
Tibet was volstrekt onvoldoende voorbereid op de veranderingen na 1945. Er waren slechts enkele Tibetanen met een realistisch besef van internationale betrekkingen en machtsverhoudingen en die zaten zeker niet op de sleutelposities. Op de onafhankelijkheid van India in 1947 en wat dat voor gevolgen voor Tibet zou kunnen hebben was nauwelijks geanticipeerd.

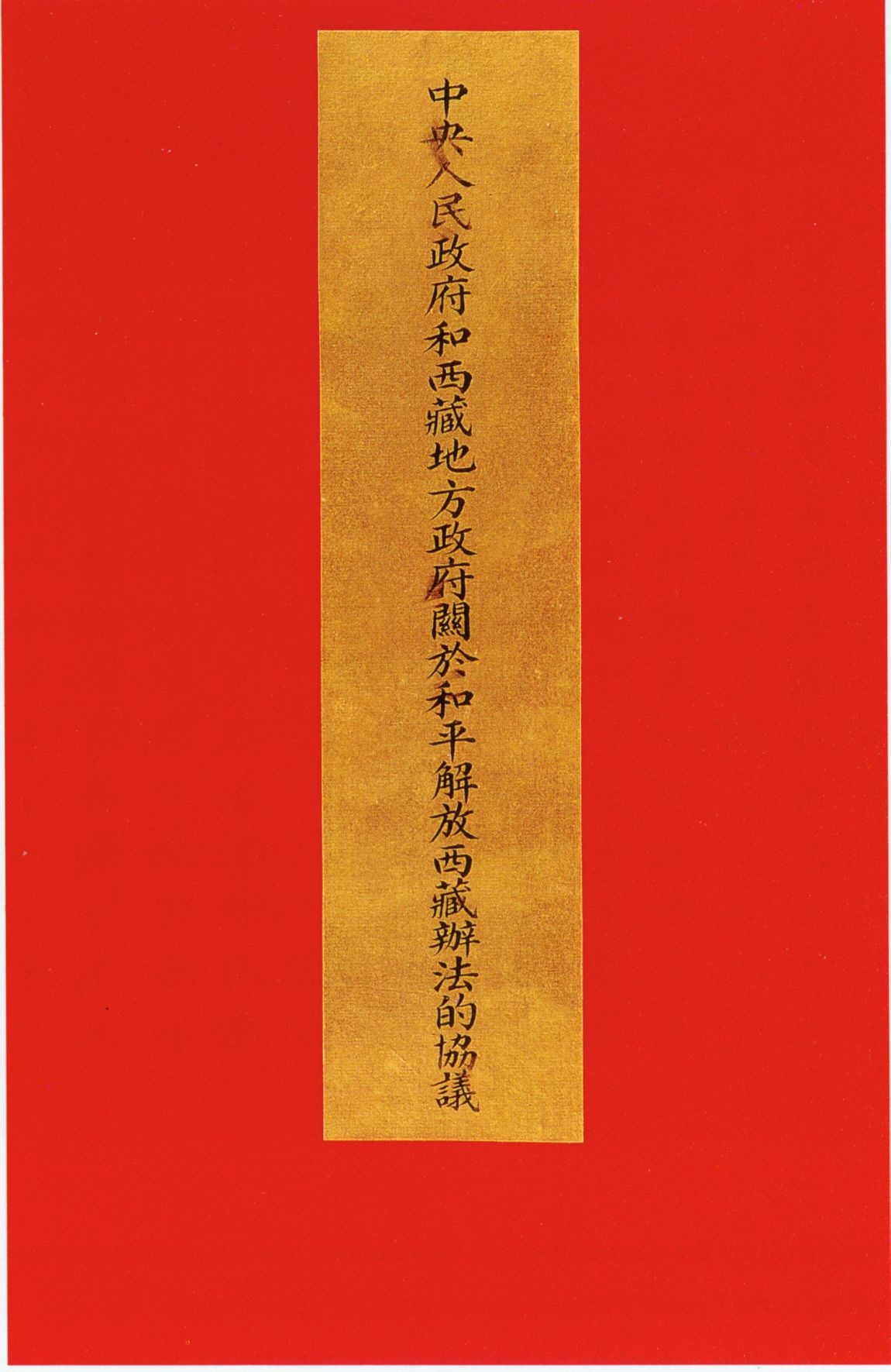
17 puntenakkoord

In 1949 was de nederlaag van de Kwomingtang in China een feit en werd de Volksrepubliek China uitgeroepen. De Communistische partij benadrukte de gehele hereniging van China, een punt dat men had overgenomen van de Kwomingtang. De "bevrijding" van Tibet van "imperialistische krachten" en "de re-integratie met het moederland" waren dan ook speerpunten van beleid.
In oktober 1950 stak het Chinese leger de Jangtsekiang over en viel de omgeving nabij Chamdo binnen in door de regering van Tibet bestuurd gebied. Het daar aanwezige Tibetaanse leger trok zich terug maar werd op die terugtocht omsingeld. Op 19 oktober gaf het zich over. Het volksbevrijdingsleger rukte niet verder op in afwachting van komende onderhandelingen tussen Lhasa en Peking. In die omstandigheden werd Tenzin Gyatso op de leeftijd van vijftien jaar ook in formele zin met de daarbij behorende bevoegdheden in november 1950 geïnstalleerd als dalai lama. Hij was vanaf dat moment ook de politiek leider van Tibet.
Op 23 mei 1951 werd onder immense Chinese druk het zogenaamde 17 puntenakkoord in Peking getekend, dat op 20 oktober van dat jaar werd geratificeerd door de dalai lama, de regering van Tibet en de Nationale Assemblee. Het akkoord regelde de voorwaarden van de vrijwillige terugkeer van Tibet naar China. Tibet ging deel uitmaken van de Volksrepubliek. De regering van Tibet (vanaf dat moment de regionale regering van Tibet) zou alle hulp bieden bij de komst en huisvesting van het volksbevrijdingsleger.
Onderdeel van het 17 punten akkoord waren een aantal bepalingen, dat in het tot 1950 door de regering in Lhasa beheerste gebied de op dat moment bestaande sociale ordening en structuur voorlopig zou worden gehandhaafd. Mao Zedong (1893–1976) hoopte op die manier ook de Tibetaanse elite te committeren aan de nieuwe situatie. Globaal kan gesteld worden dat die politiek in Centraal-Tibet tot aan 1959 heeft standgehouden.

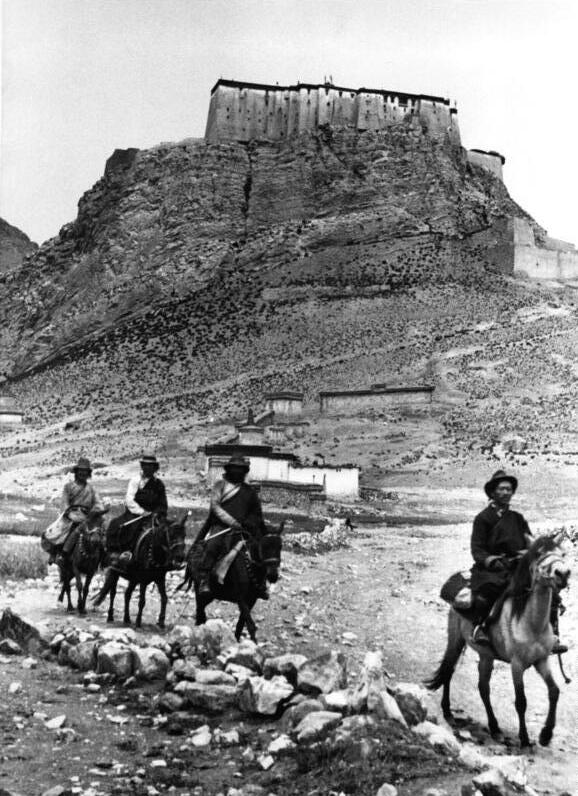
Khampa's

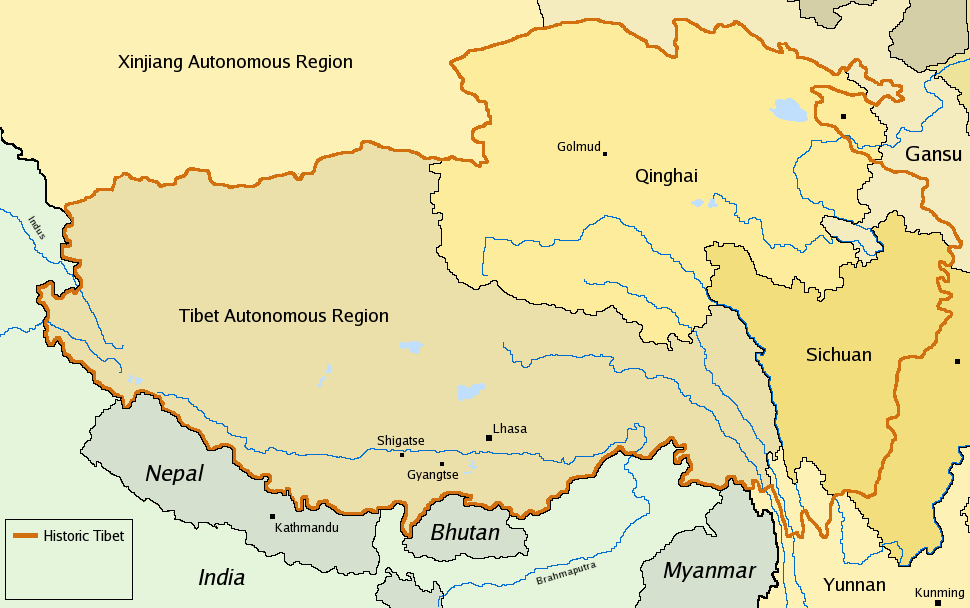
Het gebied binnen de oranje lijn zou de autonome status vergelijkbaar met Hongkong moeten krijgen

Het 17 punten akkoord was echter niet van toepassing op het grootste deel van Kham. Dat gebied was niet bestuurd geweest door een Tibetaanse regering. Maatregelen met het doel de oude hiërarchie van landeigenaren en landloze boeren om te vormen naar coöperatieve vormen, de voorlopers van de latere communes, ontmoette daar gelijk weerstand. In 1955 was er op veel plaatsen in Kham al sprake van gewapend verzet tegen de Chinezen. Begin 1958 begon het Chinese leger een offensief tegen de Khampa's. In steeds grotere aantallen werden die gedwongen hun toevlucht te zoeken in Centraal-Tibet. In begin 1959 waren er enkele tienduizenden vluchtelingen uit Kham in Lhasa en omgeving. Het straatbeeld in Lhasa en omgeving werd in belangrijke mate bepaald door gewapende Khampa-strijders. Dat is een van de belangrijkste elementen die uiteindelijk leidde tot de opstand van maart van dat jaar en de vlucht van de dalai lama naar India.
In India verwierp de dalai lama het 17 punten akkoord en riep de onafhankelijkheid van Tibet uit, inclusief Amdo en Kham. Na de vlucht van de dalai lama verliet vrijwel de gehele adel in Tibet het land. Ook de belangrijkste geestelijke leiders zoals de karmapa, de sakya trizin en vele anderen verlieten met hun gevolg het land.
Na 1980 kwamen besprekingen tot stand met vertegenwoordigers van de Tibetaanse regering in ballingschap die tot in 1986 geduurd hebben, maar uiteindelijk geen resultaat hadden. In 1981 presenteerde de Chinese leiding een voorstel met vijf punten. In ieder geval een van die punten was onaanvaardbaar voor de dalai lama. De inhoud van dat punt was, dat de dalai lama weliswaar dezelfde status zou hebben als voor 1959, maar benoemd zou worden tot een van de vicevoorzitters van het Nationaal Volkscongres, het parlement van de Volksrepubliek China. Hij zou Tibet net zoveel als hij wenste kunnen bezoeken, maar de functie vereiste dat zijn verblijfplaats in Peking zou zijn.
In 1982 werd door vertegenwoordigers van de dalai lama een eigen voorstel geformuleerd. Centraal daarin stond de unificatie van Centraal-Tibet, Amdo en Kham – tezamen ongeveer 25% van het Chinese grondgebied – tot één enkele administratieve en politieke eenheid. Dit gebied zou dan dezelfde status krijgen als Hongkong na de overdracht door Groot-Brittannië aan China. Dit voorstel werd door de Chinezen verworpen.
De dalai lama ging bij het niet kunnen bereiken van een akkoord zich steeds meer richten op het mobiliseren van steun in het Westen. In 1987 hield hij zijn eerste politieke redevoering in de Verenigde Staten. Hij herhaalde daar in essentie de voorstellen die de Chinezen al eerder hadden afgewezen.
Deng Xiaoping (1904–1997) formuleerde hierna een voorstel, waarin de dalai lama wel in Lhasa kon wonen, onder de voorwaarde dat hij publiek het idee van Tibetaanse onafhankelijkheid verwierp. Het antwoord van de dalai lama was een andere politieke toespraak in Straatsburg met dezelfde essentie als die in de VS. Dat werd door de Chinese leiding als een indirecte vorm van onafhankelijkheid beschouwd. De toespraak van de dalai lama tijdens het accepteren van de Nobelprijs voor de Vrede werd ook als een pleidooi voor een indirect geformuleerde onafhankelijkheid opgevat.
De essentie was steeds, dat van Chinese zijde alleen een beperkte culturele autonomie werd geboden en de positie van de dalai lama in ballingschap ook weinig speelruimte bood. Er waren groepen in ballingschap als bijvoorbeeld het Tibetaans Jeugdcongres die met niets anders dan volledige onafhankelijkheid genoegen wensten te nemen en al zeer grote moeite hadden met de voorstellen van de dalai lama, Het beperken van de gevraagde speciale gebiedsstatus tot Centraal-Tibet (het gebied dat tot 1950 bestuurd werd door een Tibetaanse regering) was onaanvaardbaar geweest voor de Khampa's en hun in ballingschap geboren nazaten. Zij beschouwden zich als de enigen die in de periode 1955–1959 daadwerkelijk verzet hadden gepleegd en beschouwden velen in ballingschap nog als voormalige collaborateurs. Er waren ook groeperingen Khampa's in ballingschap, die pleitten voor een eigen staat Kham, onafhankelijk van Peking maar ook van Lhasa. Een verder toegeven van de dalai lama aan Chinese eisen had in de Tibetaanse gemeenschap in ballingschap tot een onherstelbare scheuring geleid.
In 2011 heeft de dalai lama zijn bestuurlijke verantwoordelijkheden voor de gemeenschap in ballingschap neergelegd. Die worden nu uitgeoefend door de rechtstreeks gekozen Lobsang Sangay, premier van de Tibetaanse regering in ballingschap. De dalai lama woont sinds 1960 in McLeod Ganj bij Dharamsala. In 2014 bezocht hij Nederland.

## Opvolging
De eerste tulku's in de geschiedenis van Tibet zijn in de twaalfde eeuw te vinden. De gelug ging pas relatief laat over tot het hanteren van het instrument van reïncarnatie als methode van selectie voor de opvolging van de belangrijkste leidinggevenden van de beweging. Dat gebeurde pas bij de dood van de derde opvolger van Tsongkhapa, Gendün Drub. Selecties en zoektochten worden omringd met uitspraken van orakels, visioenen van regenten, dromen van voormalige kamerbewaarders van de overledene, waar aanwijzingen aan worden toegeschreven over de verblijfplaats van de wedergeboren dalai lama. Kandidaten worden getest door het moeten herkennen van voorwerpen van de overleden tulku en herinneringen van het kind uit het leven van de vorige incarnatie.
Met name voor de selectie van de belangrijkste tulku's, zoals de dalai lama was er vaak sprake van hevige concurrentie. Familieclans schoven hun kandidaten naar voren. De bevestiging van een hoge tulku betekende voor de familie naast enorm prestige ook een aanzienlijke verbetering van hun materiële situatie. Politieke en economische overwegingen speelden vaak een feitelijk doorslaggevende rol. De tiende, elfde en twaalfde dalai lama werden uit meerdere kandidaten geselecteerd via de loterijprocedure van de Gouden urn.
De huidige dalai lama heeft meerdere en verschillende uitspraken gedaan over zijn opvolging. Het is echter duidelijk dat vanuit de situatie in de ballingschap er geen sprake kan zijn dat na zijn overlijden zijn reïncarnatie gezocht kan worden in het Tibet van de huidige bestuurlijke omstandigheden.
Het Chinese Bureau van religieuze zaken heeft een maatregel afgekondigd die op 1 september 2007 van kracht werd, waarin op grond van bepaalde criteria vooraf toestemming moet worden verkregen om een zoektocht naar een nieuwe incarnatie te organiseren. Vervolgens moet de organisatie van die zoektocht ook aan een aantal criteria voldoen. Artikel 8 (van de in totaal 14) spreekt uit dat voor tulku's die historisch gezien door middel van de Gouden urn geselecteerd zijn dit nu ook dient te gebeuren, tenzij er vooraf toestemming is verkregen dit niet te doen. Artikel 2 sluit iedere bemoeienis van buitenlandse (niet Chinese) kant uit ten aanzien van het selectieproces. Het is duidelijk, dat deze bepalingen erop gericht zijn om – als politieke opportuniteit dat zou vereisen – het selectieproces van een volgende dalai lama in Chinese handen te houden.

## Relatie met de panchen lama

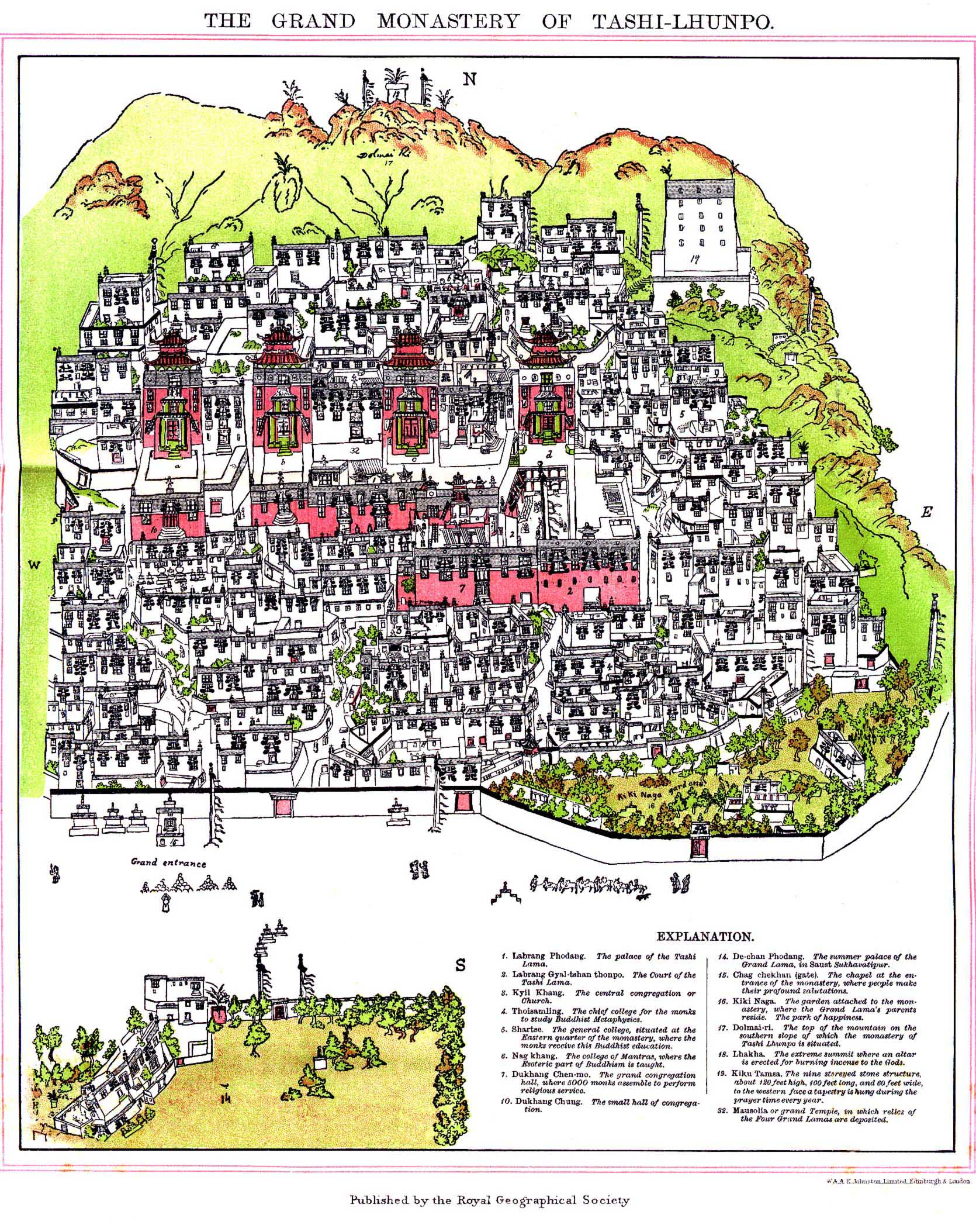
Het klooster Tashilhunpo

De mentor van zowel de vierde als vijfde dalai lama was Lobsang Chökyi Gyaltsen, de abt van het Tashilhunpo-klooster bij Shigatse. Tot aan die periode werd in de opvolging van die abten voorzien door middel van verkiezing van reeds volwassen mannen door de monniken die in het klooster verbleven. De vijfde dalai lama verklaarde nu zijn leermeester tot emanatie van Amitabha, een van de vijf dhyani-Boeddha's. Die werd daarmee de eerste persoon die bij zijn leven de benaming pänchen lama ontving. Pas vanaf dat tijdstip werd de opvolging van abt van Tashilhunpo en daarmee van pänchen lama via het instrument van reïncarnatie georganiseerd. Drie vorige - gekozen - abten van Tashilhunpo ontvingen van hem postuum ook die benaming, waardoor de reïncarnatielijn teruggaat tot 1385. Lobsang Chökyi Gyaltsen werd daarmee in de chronologie de vierde pänchen lama.
In de meer populaire lectuur over Tibet wordt vaak melding gemaakt van de doorslaggevende rol van pänchen lama en dalai lama bij de selectie van steeds de ander. De historische realiteit is ten aanzien van dit aspect wat dunner.
De vijfde dalai lama selecteerde ook de vijfde pänchen lama. De zevende dalai lama selecteerde de zesde pänchen lama, die op zijn beurt een belangrijke rol had in de selectie van de achtste dalai lama. Deze laatste selecteerde tot slot in 1784 zijn eigen driejarige volle neef tot de zevende pänchen lama.
De achtste en negende pänchen lama werden geselecteerd via de procedure van de Gouden urn en de tiende pänchen lama werd in 1949 in de nadagen van dat régime benoemd door de regering van Kwomintang-China.
Er is een pänchen lama-controverse over de identiteit van de elfde pänchen lama. De door Tenzin Gyatso in 1995 bekendgemaakte kandidaat is sindsdien verdwenen. De Chinese regering heeft opnieuw via de procedure van de Gouden urn een andere kandidaat laten selecteren.

## Literair oeuvre

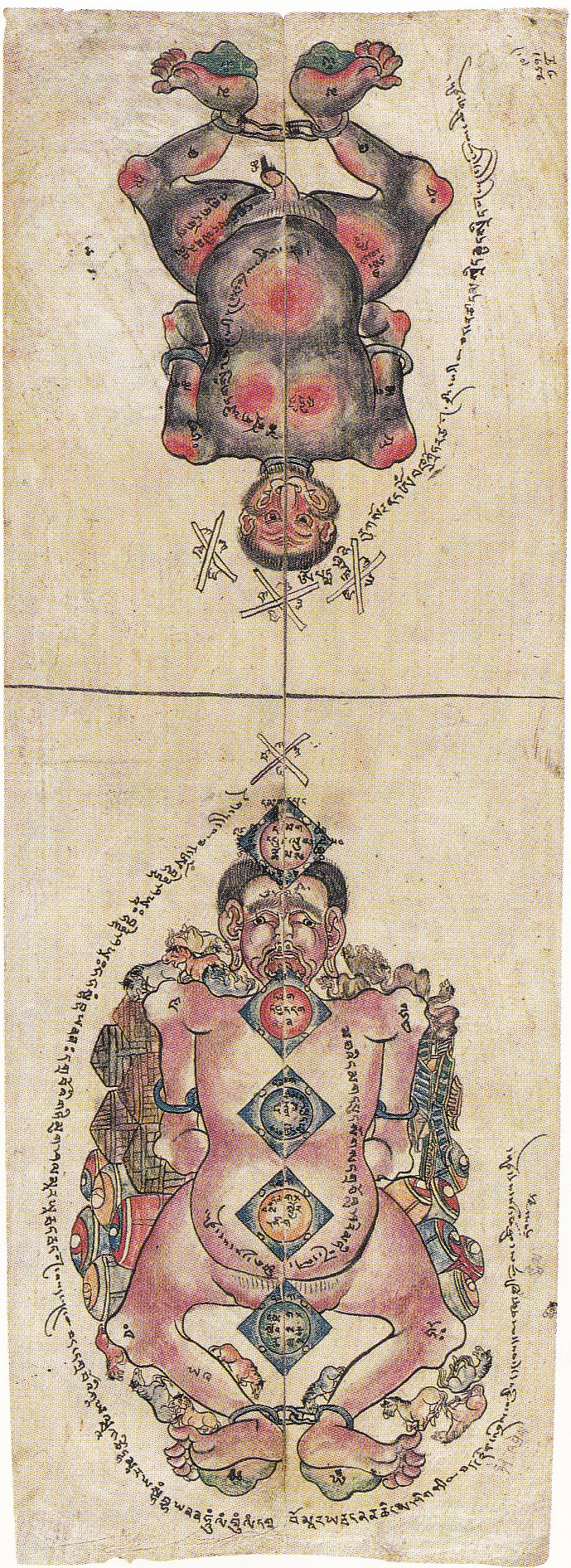
Illustratie uit de zogenaamde Verzegelde en Geheime Autobiografie van de vijfde dalai lama. In dit werk beschreef hij zijn visioenen vanaf de leeftijd van zes jaar

De meeste dalai lama's hebben maar een beperkt literair oeuvre nagelaten. De vijfde dalai lama was echter een zeer productief schrijver. Hij heeft zevenentwintig werken geschreven, waaronder verhandelingen over kloosterdiscipline, retorica, Tibetaanse astrologie,Tibetaanse schilderkunst, een uitgebreid commentaar op de Abhidhamma en een pelgrimgids voor de Jokhang. Daarnaast schreef hij de biografieën van zijn twee voorgangers Yönten Gyatso en Sönam Gyatso. Die twee werken behoren tot het genre dat in het Tibetaans namthar wordt genoemd. Dat is afgeleid van de term nampa tharpa, dat letterlijk complete bevrijding betekent. Dit soort biografieën gaat uit van de aanname, dat de beschreven persoon het boeddhaschap - de complete bevrijding - heeft bereikt. Een dergelijke biografie heeft tot doel voorbeeldige levens te beschrijven en anderen te inspireren dit voorbeeld te volgen. Hierbij wordt historische waarheidsvorsing ondergeschikt gemaakt aan het beoogde pedagogische en religieuze doel. Ook deze dalai lama trok zich regelmatig terug voor langdurige retraites. Hij meldde in die periodes steeds krachtiger visioenen te ontvangen, waarover hij in zijn autobiografie uitgebreid schreef.
Tsangyang Gyatso, de zesde dalai lama, heeft enige faam verworven als dichter. Zijn bekende werk omvat ruim 60 gedichten.In het bekendste en meest geciteerde van zijn gedichten zou hij een voorspelling doen over de plaats waar de uiteindelijk zevende dalai als zijn reïncarnatie ontdekt zou worden. (Kälsang Gyatso, de zevende dalai lama werd geboren in Lithang):
Witte kraanvogel
leen me je krachtige vleugels,
ver zal ik niet vliegen, even naar Lithang,
dan keer ik weer terug.
Literair-historisch onderzoek in de twintigste eeuw heeft echter overtuigend aangetoond dat Tsangyang Gyatso nooit de auteur van dit gedicht kan zijn. Het gedicht kan niet vroeger dan in de tweede helft van de negentiende eeuw geschreven zijn. Het auteurschap van Tsangyang Gyatso is onderdeel van de mythe gemaakt en geworden.
Ook de veertiende dalai lama heeft een aantal werken geschreven, waaronder zijn autobiografie Freedom in exile en is co-auteur van nog aanzienlijk meer.

### Filmografie
Voor de bekendheid over de dalai lama in het Westen in de 20e eeuw, was onder meer het boek Zeven jaar in Tibet van de Oostenrijkse bergbeklimmer Heinrich Harrer van belang. Op dit boek werd een documentaire uit 1956 van regisseur Hans Nieter gebaseerd, die op het filmfestival van Cannes werd genomineerd voor een Gouden Palm. De verfilming van 1997, onder regie van Jean-Jacques Annaud en met Brad Pitt in de hoofdrol, leverde de film drie prijzen op en nog tien nominaties. Maar ook andere films droegen bij aan een grotere bekendheid van de dalai lama, waaronder Little Buddha van Bernardo Bertolucci uit 1993 en Kundun van Martin Scorsese uit 1997.
Over de dalai lama zelf zijn ook een groot aantal documentaires gemaakt, die zijn leven en leefsituatie beschrijven. Veel van deze documentaires zijn in het Nederlands ondertiteld, zoals Angry Monk van regisseur Luc Schädler, dat een registratie geeft van het Tibet van de eerste helft van de 20e eeuw, en The Unwinking Gaze van regisseur Joshua Dugdale waarin de veertiende dalai lama gedurende drie jaar wordt gevolgd in de uitvoering van zijn taken.

## Lijst van dalai lama's
|     | Naam, andere schrijfwijze Wylie Pinyin                               | Afbeelding     | Leven      | Regering                    |
| --- | -------------------------------------------------------------------- | -------------- | ---------- | --------------------------- |
| 1.  | Gendün Drub dge ‘dun grub Gêdün Chub                                 | 1e Dalai Lama  | 1391-1474  | titel werd postuum verleend |
| 2.  | Gendün Gyatso dge ‘dun rgya mtsho Gêdün Gyaco                        | 2e Dalai Lama  | 1475-1542  | titel werd postuum verleend |
| 3.  | Sönam Gyatso, Sönam Gyatso bsod nams rgya mtsho Soinam Gyaco         | 3e Dalai Lama  | 1543-1588  | —                           |
| 4.  | Yönten Gyatso, Yönten Gyatso yon tan rgya mtsho Yoindain Gyaco       | 4e Dalai Lama  | 1589-1617  | —                           |
| 5.  | Ngawang Lobsang Gyatso ngag dbang blo bzang rgya mtsho Lobsang Gyaco | 5e Dalai Lama  | 1617-1682  | 1642-1682                   |
| 6.  | Tsangyang Gyatso tshangs dbyangs rgya mtsho Cangjang Gyaco           | 6e Dalai Lama  | 1682-1706  | —                           |
| 7.  | Kälsang Gyatso skal bzang rgya mtsho Gaisang Gyaco                   | 5e Dalai Lama  | 1708-1757  | 1751-1757                   |
| 8.  | Jampäl Gyatso 'jam dpal rgya mtsho Qambê Gyaco                       | 8e Dalai Lama  | 1758-1804  | 1781-1788                   |
| 9.  | Lungtog Gyatso lung rtogs rgya mtsho Lungdog Gyaco                   | 9e Dalai Lama  | 1805-1815  | —                           |
| 10. | Tsültrim Gyatso tshul khrims rgya mtsho Cüchim Gyaco                 |                | 1816-1837  | —                           |
| 11. | Khädrub Gyatso mkhas grub rgya mtsho Khaichub Gyaco                  | 11e Dalai Lama | 1838-1856  | —                           |
| 12. | Trinley Gyatso ‘phrin las rgya mtsho Chinlai Gyaco                   | 12e Dalai Lama | 1857-1875  | —                           |
| 13. | Thubten Gyatso thub bstan rgya mtsho Tubdain Gyaco                   | 13e Dalai Lama | 1876-1933  | 1895-1933                   |
| 14. | Tenzin Gyatso bstan ‘dzin rgya mtsho Dainzin Gyaco                   | 14e Dalai Lama | sinds 1935 | 1950-1959                   |